# Operación Cottage
La Operación Cottage fue una maniobra táctica que completó la campaña de las Islas Aleutianas. El 15 de agosto de 1943, las fuerzas militares aliadas desembarcaron en la isla de Kiska, que había sido ocupada por las fuerzas japonesas desde junio de 1942.
Los japoneses, sin embargo, habían abandonado la isla en secreto dos semanas antes, por lo que los desembarcos aliados no tuvieron oposición. Las fuerzas aliadas sufrieron más de 313 bajas en total durante la operación, debido a minas terrestres japonesas y trampas explosivas, incidentes de fuego amigo y accidentes de vehículos.

## Antecedentes
Artículo principal: Ocupación japonesa de Kiska
Los japoneses al mando del capitán Takeji Ono habían aterrizado en Kiska aproximadamente a la 01:00 del 6 de junio de 1942, con una fuerza de aproximadamente 500 marines japoneses. Poco después de su llegada, irrumpieron en una estación meteorológica estadounidense, donde mataron a dos y capturaron a ocho oficiales de la Armada de los Estados Unidos. Los oficiales capturados fueron enviados a Japón como prisioneros de guerra. Llegaron otras 2.000 tropas japonesas que desembarcaron en el puerto de Kiska. En este momento, el Contralmirante Monzo Akiyama encabezó la fuerza sobre Kiska. En diciembre de 1942, unidades antiaéreas adicionales, ingenieros y un número insignificante de infantería de refuerzo llegaron a la isla. En la primavera de 1943, el control fue transferido a Kiichiro Higuchi.

## Plan de invasión y expulsión
Un Consolidated B-24 Liberator avistó barcos japoneses en Kiska. Ninguna otra identificación fue visible. Para los planificadores navales de los Estados Unidos, ninguno era necesario y las órdenes de invadir Kiska pronto siguieron.
Después de las fuertes bajas sufridas en la isla Attu, los planificadores esperaban otra operación costosa. Sin embargo, los planificadores tácticos japoneses se dieron cuenta de que la isla aislada ya no era defendible y planearon una evacuación.
A partir de finales de julio, hubo cada vez más signos de retirada japonesa. Los analistas de fotografía aérea notaron que las actividades de rutina parecían disminuir considerablemente y casi no se podía detectar movimiento en el puerto. El daño de la bomba no se reparó y las tripulaciones aéreas informaron una disminución considerable del fuego antiaéreo. El 28 de julio, las señales de radio de Kiska cesaron por completo.
El 15 de agosto de 1943, la Séptima División de Infantería de EE. UU. y la 13.ª Brigada de Infantería (Canadá), desembarcaron en las costas opuestas de Kiska. La invasión también involucró el primer despliegue de combate de la Primera Fuerza de Servicio Especial, una unidad de fuerzas especiales de élite compuesta por comandos estadounidenses y canadienses.
Tanto las fuerzas estadounidenses como las canadienses se confundieron entre sí, después de que un soldado canadiense disparó contra líneas estadounidenses creyendo que eran japonesas, y se produjo un incidente de fuego amigo esporádico, que había dejado 28 estadounidenses y 4 canadienses muertos, con 50 heridos a cada lado. El progreso también se vio obstaculizado por minas, bombas temporizadas, detonaciones de municiones accidentales, accidentes de vehículos y trampas explosivas. Una mina japonesa también causó que el USS Abner Read (DD-526) perdiera una gran parte de su popa. La explosión mató a 71 e hirió a 47.